# Johannes Jacobus van Noppen
Johannes Jacobus van Noppen (Kruiningen, 9 maart 1876 – Overveen, 18 januari 1947) is een Nederlands architect. Van Noppen is gedurende zijn levensjaren voornamelijk actief geweest in Haarlem en omgeving.

## Loopbaan
Aanvankelijk werkte Van Noppen te Amsterdam. In Amsterdam was hij op verschillende kantoren als opzichter of tekenaar in functie. Tevens was hij leraar aan een industrieschool. Na enige tijd als chef-du-bureau van de architect Ed Cuypers te zijn geweest werd Van Noppen benoemd tot architect in dienst van de gemeentewerken te Haarlem. Na zo’n drie jaar verliet hij zijn fulltime functie bij de gemeentedienst en ging hij verder als part-time architect bij de dienst. 

## Werken
Zijn eerste project binnen Haarlem was de bouw van het perceel Verspronckweg 1, dat zijn kantoor zou worden. Er volgden meer projecten waar onder woningbouw aan de Schotersingel, in het Kleverpark en aan de Tempeliersstraat. Ook ontwierp hij de Vestekerk, De Hoeksteen beide omstreeks 1910, het Verkooplokaal in de Bilderdijkstraat, de Werf Hubertina, Haarlemse Stoomverffabriek, Haarlemse IJzergieterij.
Belangrijke werken uit zijn latere jaren zijn bijna alle gebouwen van de Droste-branderij langs de rivier het Spaarne van de N.V. Droste's Cacao en Chocoladefabrieken. Eén goed bewaard gebleven voorbeeld hier van is de pakkerij die direct naast de branderij werd gebouwd. Deze branderij en pakkerij vormen samen een karakteristiek industrieel rijksmonument langs het Spaarne. 
Van Noppen realiseerde ook de belangrijke uitbreidingen en vernieuwingen van de nabij gelegen Gemeentelijke Lichtfabrieken, waaronder de turbinegebouwen, ketelhuizen en transportinrichtingen.
Andere projecten zijn de voormalige Nutsspaarbank in de Jansstraat, winkel van Peek en Cloppenburg, Vijfde Volksbadhuis aan de Egmondstraat, vakantiekolonie Naar Buiten te Oostvoorne en landhuizen te Bloemendaal, Overveen en Aerdenhout.

## Fotogalerij

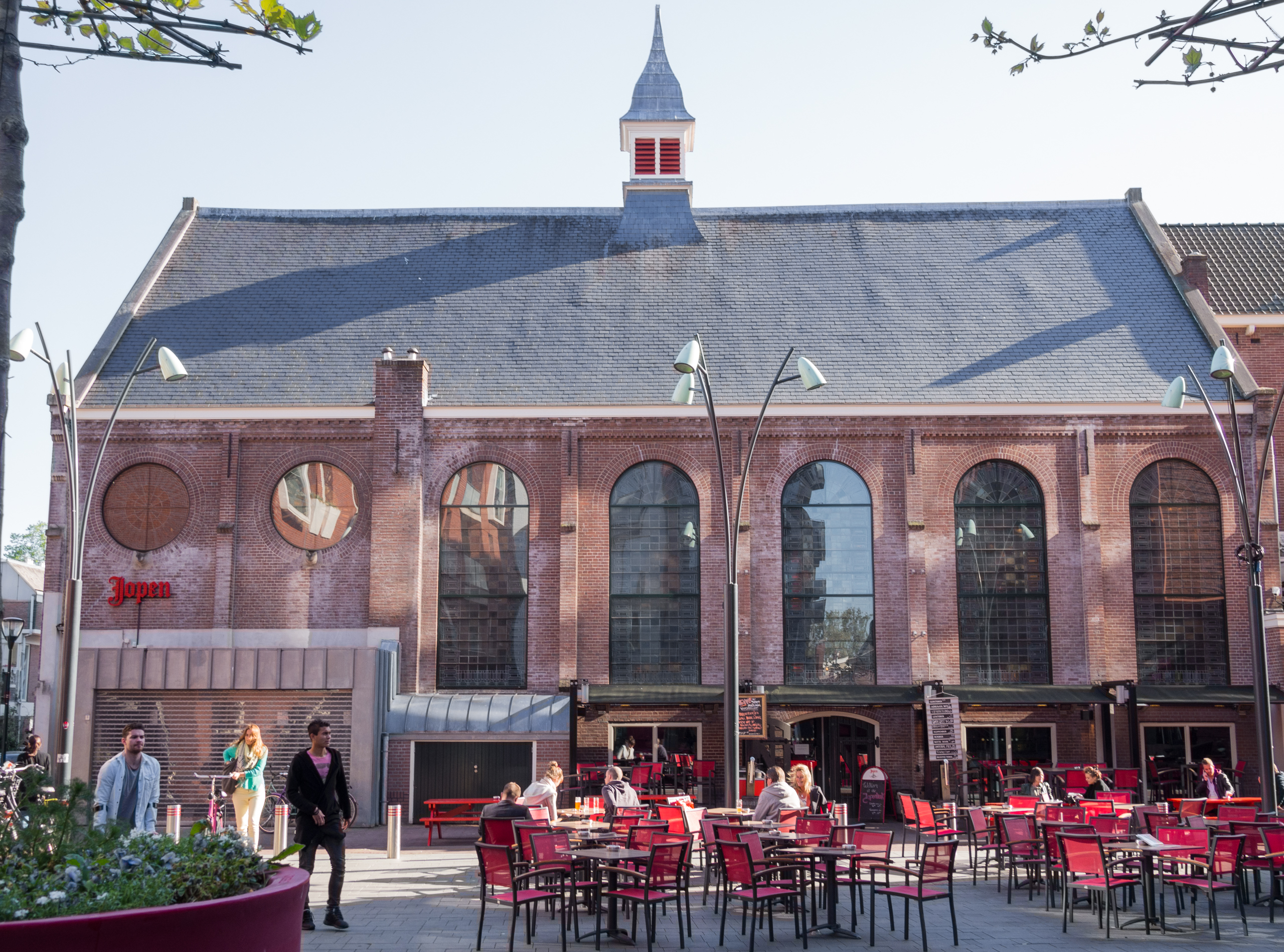
Vestekerk gebouwd omstreeks 1910
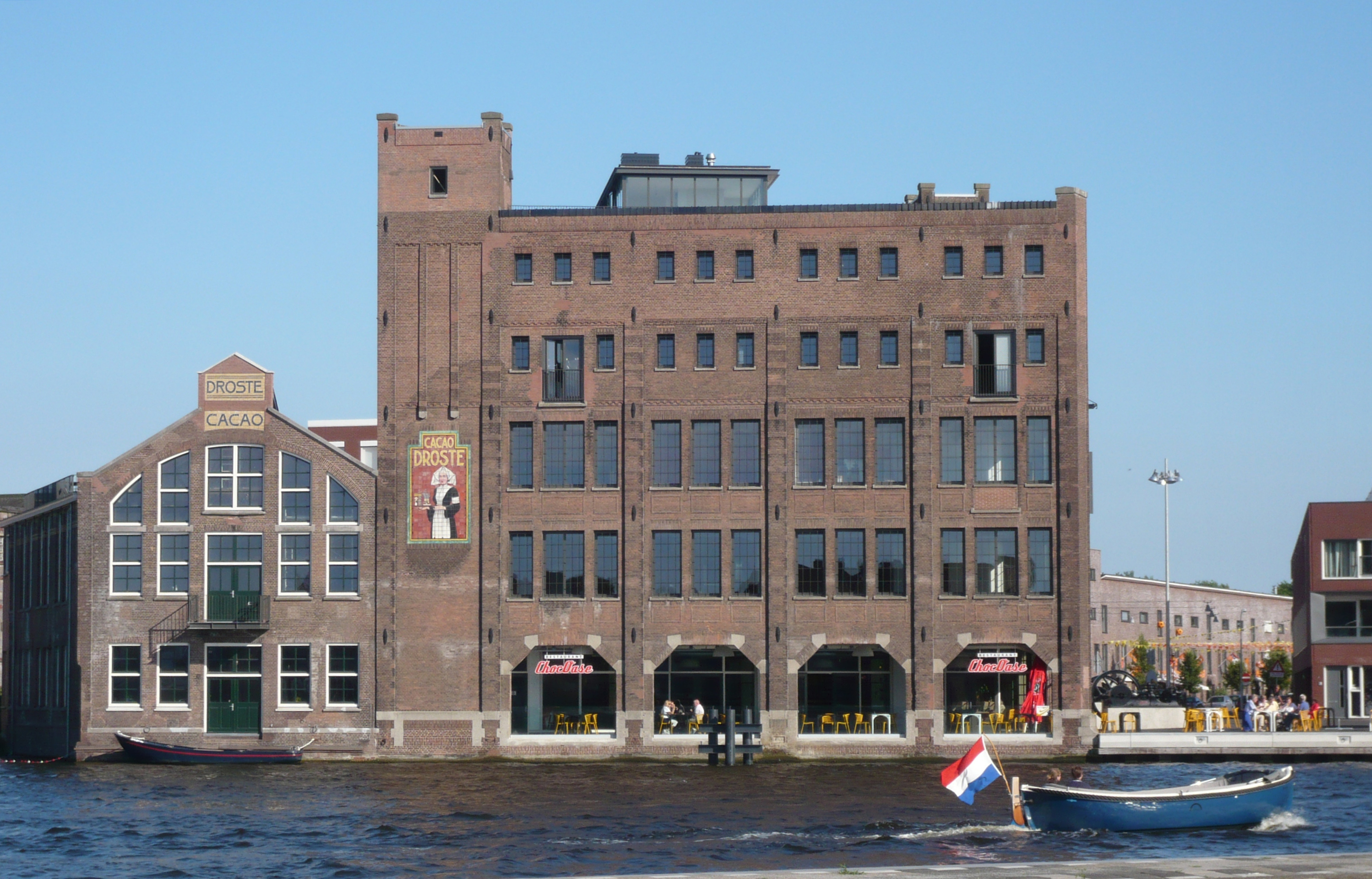
Droste Cacao Fabriek, met links de in 1922 naar ontwerp van Van Noppen gebouwde pakkerij
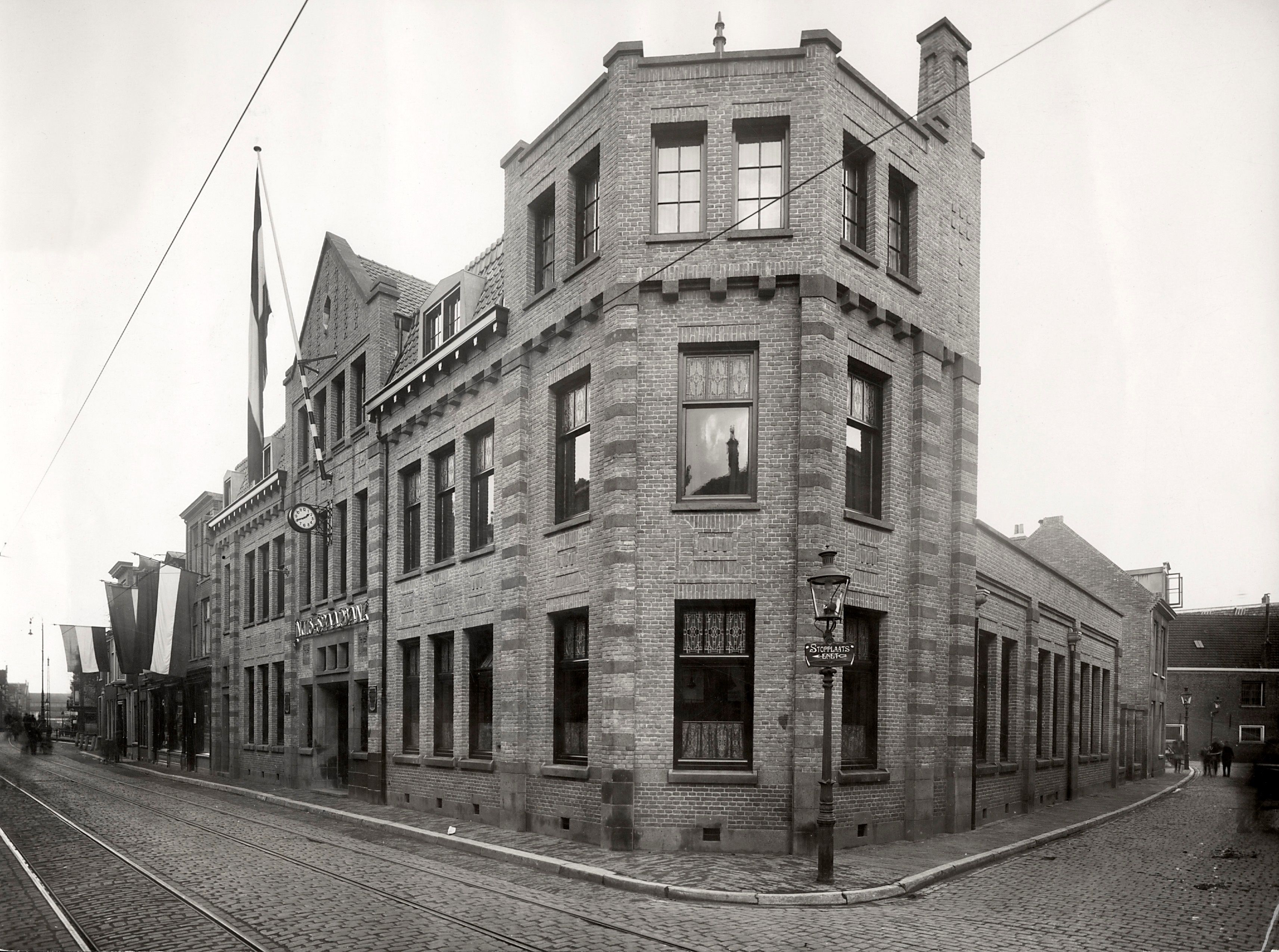
Nutsspaarbank op de hoek Jansstraat/Korte Jansstraat
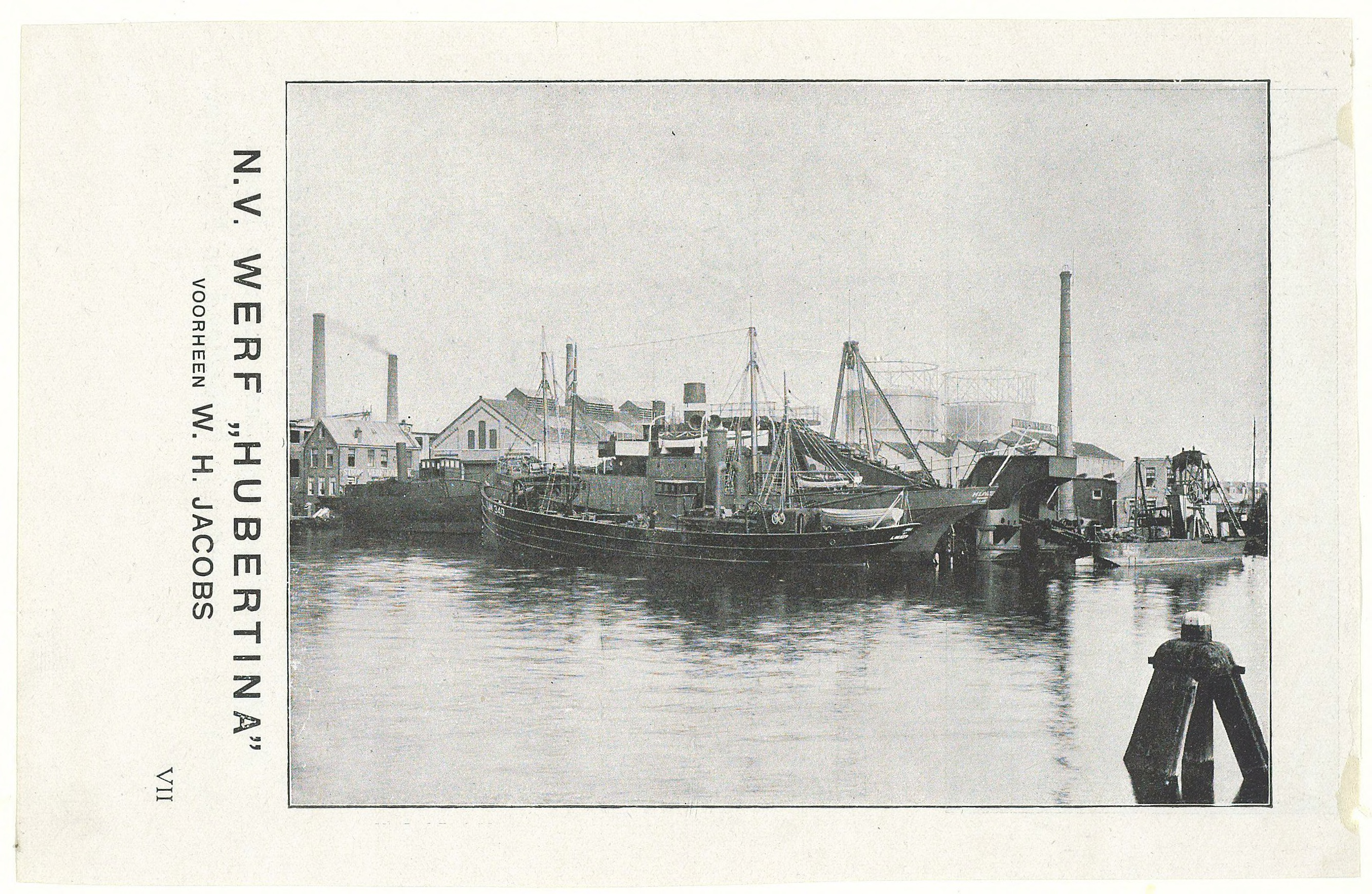
Werf Hubertina met daarachter fabrieksgebouwen van de Gemeentelijke Lichtfabrieken beide van de hand van Van Noppen

- Biografisch Portaal: 55067798